# Démarreur à distance
Un démarreur à distance (ou télédémarreur) est une technologie qui permet d'allumer le moteur avant d'entrer dans le véhicule.

## Terminologie
Le terme « télédémarreur » est également utilisé.

## Fonction
Cela permet de dégivrer le véhicule à l'avance mais augmente les émissions de dioxyde de carbone et la consommation de carburant